# Vela nos Jogos Paralímpicos de Verão de 2012 - Sonar
As regatas da classe Sonar da vela nos Jogos Paralímpicos de Verão de 2012 foram disputadas entre os dias 1 de setembro e 5 de setembro em Weymouth e na Ilha de Portland, a 200 quilômetros de Londres..
A regata final deveria ser disputada no dia 6 de setembro. No entanto, devido a ausência de ventos as regatas foram canceladas. Os resultados obtidos até o dia 5 de setembro contaram para o resultado final.

## Medalhistas
|  | NED Países Baixos                            |  | GBR Grã-Bretanha                        |  | NOR Noruega                                                |
|  | Mischa Rossen Marcel van de Veen Udo Hessels |  | Jens Kroker Robert Prem Siegmund Mainka |  | Aleksander Wang-Hansen Marie Solberg Per Eugen Kristiansen |

## Resultados
| Pos.   | País               | Atleta                                                     | Regata | Regata | Regata   | Regata   | Regata | Regata | Regata | Regata | Regata | Regata | Regata   |     | Pontos | Pontos |
| Pos.   | País               | Atleta                                                     | 1      | 2      | 3        | 4        | 5      | 6      | 7      | 8      | 9      | 10     | 11 (CAN) | Tot | Net    |        |
| ------ | ------------------ | ---------------------------------------------------------- | ------ | ------ | -------- | -------- | ------ | ------ | ------ | ------ | ------ | ------ | -------- | --- | ------ | ------ |
| Ouro   | NED Países Baixos  | Mischa Rossen Marcel van de Veen Udo Hessels               | (8)    | 2      | 2        | 1        | 1      | 3      | 3      | 2      | 1      | 5      | —        | 28  | 20     |        |
| Prata  | GER Alemanha       | Jens Kroker Robert Prem Siegmund Mainka                    | 6      | 1      | 6        | 8        | 6      | 4      | 1      | (9)    | 5      | 4      | —        | 49  | 40     |        |
| Bronze | NOR Noruega        | Aleksander Wang-Hansen Marie Solberg Per Eugen Kristiansen | (10)   | 4      | 5        | 4        | 5      | 1      | 8      | 1      | 8      | 1      | —        | 61  | 37     |        |
| 4      | FRA França         | Bruno Jourdren Eric Flageul Nicolas Vimont Vicary          | 2      | 5      | 1        | (15) DSQ | 11     | 2      | 10     | 7      | 2      | 3      | —        | 57  | 42     |        |
| 5      | GBR Grã-Bretanha   | John Robertson Hannah Stodel Stephen Thomas                | 4      | 8      | 4        | 5        | 4      | (13)   | 10 DPI | 7      | 2      | 3      | —        | 58  | 45     |        |
| 6      | AUS Austrália      | Colin Harrison Jonathan Harris Stephen Churm               | 1      | 3      | (15) DSQ | 2        | 8      | 9      | 7      | 3      | 6      | 9      | —        | 62  | 47     |        |
| 7      | USA Estados Unidos | Brad Johnson Paul Callahan Thomas Brown                    | 3      | 6      | 8        | 3        | 2      | 8      | 5      | 10     | 3      | (13)   | —        | 30  | 22     |        |
| 8      | GRE Grécia         | Argiris Notaroglou Thodoris Alexas Vasilis Christoforou    | (12)   | 10     | 9        | 6        | 3      | 6      | 11     | 5      | 9      | 8      | —        | 79  | 67     |        |
| 9      | ISR Israel         | Arnon Efrati Benni Vexler Dror Cohen                       | 9      | (13)   | 3        | 9        | 13     | 11     | 4      | 6      | 7      | 7      | —        | 81  | 68     |        |
| 10     | CAN Canadá         | Bruce Millar Logan Campbell Scott Lutes                    | 5      | 9      | 10       | 7        | 6      | 7      | 7      | 8      | (12)   | 11     | —        | 81  | 68     |        |
| 11     | IRL Irlanda        | Anthony Hegarty Ian Costelloe John Twomey                  | 11     | 7      | 7        | 10       | 10     | 10     | 2      | (13)   | 10     | 10     | —        | 89  | 76     |        |
| 12     | ITA Itália         | Antonio Squizzato Massimo Dighe Paola Protopapa            | 7      | 11     | (12)     | 11       | 12     | 5      | 12     | 12     | 11     | 6      | —        | 98  | 86     |        |
| 13     | AUT Áustria        | Edmund Rath Kurt Badstöber Sven Reiger                     | 13     | 12     | 11       | 12       | 9      | (14)   | 13     | 11     | 13     | 12     | —        | 119 | 105    |        |
| 14     | JPN Japão          | Katsuya Nishiyama Shinya Yamamoto Tsuneo Aso               | (14)   | 14     | 13       | 13       | 14     | 12     | 14     | 14     | 14     | 14     | —        | 135 | 121    |        |

Legenda
| Recorde mundial      | Recorde mundial (World record)               |                       | Recorde africano                      | Recorde africano (African) |                                           | Q | Classificado por posição (Qualified) |
| Recorde paralímpico  | Recorde paralímpico (Paralympic record)      | Recorde da América    | Recorde da América (Americas)         | q                          | Classificado por melhor tempo (Qualified) |   |                                      |
| Melhor marca do ano  | Melhor marca do ano (World leading)          | Recorde asiático      | Recorde asiático (Asian)              | DNS                        | Não largou (Did not start)                |   |                                      |
| Recorde nacional     | Recorde nacional (National record)           | Recorde europeu       | Recorde europeu (European)            | DNF                        | Não terminou (Did not finish)             |   |                                      |
| Recorde pessoal      | Recorde pessoal do atleta (Personal best)    | Recorde da Oceania    | Recorde da Oceania (Oceania)          | DSQ / DQ                   | Desclassificado (Disqualified)            |   |                                      |
| Recorde da temporada | Recorde da temporada do atleta (Season best) | Recorde sul-americano | Recorde sul-americano (South America) | NM                         | Sem marca (No mark)                       |   |                                      |